# Christiane Schulzki-Haddouti
Christiane Schulzki-Haddouti (* 1967 in Augsburg) ist eine deutsche freiberufliche Journalistin, Kolumnistin und Sachbuch-Autorin. Seit 2024 ist sie Mitglied des Vorstands der RiffReporter eG.

## Leben
Christiane Schulzki-Haddouti machte 1986 in Augsburg am Peutinger-Gymnasium ihr Abitur, arbeitete danach bei Siemens in München und Berlin und besuchte das Tübinger Leibniz Kolleg. Ab 1990 absolvierte sie an der Universität Hildesheim ein Studium der Kulturpädagogik mit Schwerpunkt Medien, das sie 1994 mit Diplom abschloss.
1996 gründete sie eines der ersten Online-Tagebücher bzw. Gruppen-Blogs, das sogenannte „Cybertagebuch“. Es wurde später von der Aktion Mensch übernommen. Ein Jahr später startete sie mit „Erlebte Geschichte“ ein weiteres kollaboratives Schreibprojekt zusammen mit Landesbücherei Rheinland-Pfalz.
Als freie Journalistin schreibt sie seither unter anderem für die c’t, Heise online, Financial Times Deutschland, die Süddeutsche Zeitung, die VDI nachrichten sowie für das Web-Nachrichtenmagazin Telepolis. Ihr Schwerpunkt liegt dabei auf den Themen Bürgerrechte, Informationsfreiheit, Datenschutz und Medienethik. Bei Telepolis schrieb sie Beiträge zur Kryptodebatte sowie zu den Telepolis-Specials über das weltweite Abhörsystem Echelon, über die ENFOPOL-Papiere und die Informationsfreiheit. Außerdem schrieb sie von 1999 bis 2000 für Spiegel Online die Kolumne „Netzdepesche“.
Seit dem Wintersemester 2002 war sie drei Jahre lang Dozentin am Institut für Journalistik der Universität Dortmund. Ab 2005 wirkte sie als Dozentin am Institut für Kommunikationswissenschaften der Universität Bonn.

## Auszeichnungen
Gemeinsam mit der Telepolis-Redaktion erhielt Christiane Schulzki-Haddouti den Europäischen Preis für Online-Journalismus der Medien-Konferenz Net-Media 2000 in der Kategorie „Investigative Reporting“ (2000). Der Preis wurde der Telepolis-Redaktion für die seit 1998 erfolgte ENFOPOL-Berichterstattung verliehen.
Sie ist eine Patin des Big-Brother-Awards Deutschland.
Seit dem Jahr 2002 ist sie Jurymitglied der Initiative Nachrichtenaufklärung und der „Stiftung Bridge – Bürgerrechte in der digitalen Gesellschaft“.

## Veröffentlichungen

### Bücher
- Datenjagd im Internet. Eine Anleitung zur Selbstverteidigung. Rotbuch-Verlag Hamburg 2001, ISBN 3-434-53089-4.
- Im Netz der inneren Sicherheit – Die neuen Methoden der Überwachung. Europäische Verlagsanstalt, Hamburg 2004, ISBN 3-434-50582-2.

### Als Herausgeberin
- Vom Ende der Anonymität – Die Globalisierung der Überwachung. 2000, ISBN 3-88229-192-3.
- Bürgerrechte im Netz. 2003, ISBN 3-8100-3872-5, online (Memento vom 5. Mai 2009 im Internet Archive)
- mit Horst Poettker: Verschwiegen? Verdrängt? Vergessen? Zehn Jahre „Initiative Nachrichtenaufklärung“. VS-Verlag, Wiesbaden 2007, ISBN 978-3-531-15435-0.